# زیردریایی کلاس هایاشیو
سابمارین کلاس هایاشیو (به انگلیسی: Hayashio-class submarine) یک کلاس از زیردریایی است که طول آن ۵۹ متر (۱۹۳ فوت ۷ اینچ) می‌باشد.